# 976

Een portret van keizer Taizong (939 - 997) van de Chinese Song-dynastie (1971)

Het jaar 976 is het 76e jaar in de 10e eeuw volgens de christelijke jaartelling.

## Gebeurtenissen

### Byzantijnse Rijk
- 10 januari - Keizer Johannes I (Tzimiskes) overlijdt in Constantinopel na terugkeer van een tweede campagne tegen de Abbasiden in Syrië. Hij wordt opgevolgd door zijn 18-jarige neef Basileios II (zoon van wijlen keizer Romanos II) als de nieuwe heerser van het Byzantijnse Rijk. De jonge Basileios, onervaren en gemotiveerd, wijdt zich aan het leren van administratieve en militaire zaken, geadviseerd door bekwame adviseurs.[1]

### Europa
- Zomer - Abu al-Qasim, heerser van Sicilië, leidt een expeditie naar Zuid-Italië en begint een plunderveldtocht. Hij dwingt Cosenza en andere steden een schatting (tribuut) te betalen. Ondertussen valt een Arabische vloot de kust van Apulië aan en plunderen het omliggende platteland. Abu al-Qasim stuurt een leger naar Otranto en belegert Gravina. Op zijn terugtocht neemt hij honderden gevangenen en slaven mee naar Sicilië.[2]
- Zomer - Keizer Otto II ("de Rode") bezet Regensburg en dwingt zijn opstandige neef Hendrik II ("de Twistzieke") – die de heerschappij over het Heilige Roomse Rijk claimt, naar Bohemen te vluchten. Hij wordt afgezet en Beieren wordt overgedragen aan Otto I (een kleinzoon van wijlen keizer Otto I). Het hertogdom wordt opgedeeld, Leopold I krijgt de Oostmark (het latere Oostenrijk) en Hendrik III krijgt het hertogdom Karinthië.[3]
- Herfst - Vier familieleden van wijlen tsaar Boris II beginnen een opstand in de onafhankelijke westelijke helft van Bulgarije. De "Zonen van de Graaf", onder leiding van Samuel, organiseren lokaal verzet. Vanuit hun basis in Sredets (huidige Sofia) lanceren de broers invallen en veroveren ze vele Byzantijnse forten in Griekenland en Macedonië. Uiteindelijk breidt Samuel zijn macht uit tot aan het noorden van de rivier de Donau.[4]
- 16 oktober - Kalief Al-Hakam II overlijdt na een regeerperiode van 15 jaar waarin hij de Universiteit van Córdoba de grootste instelling ter wereld maakt en de Mezquita laat uitbreiden. Al-Hakam wordt opgevolgd door zijn 11-jarige zoon Hisham II als heerser van het kalifaat Córdoba. De jonge Hisham is ongeschikt om te regeren, hij wordt bijgestaan door zijn adviseur Almanzor – die zijn machtspositie verder weet uit te breiden.[5]
- Gunther van Meißen, markgraaf van Merseburg, raakt zijn titel kwijt en wordt verbannen (vanwege dat hij een opstand heeft gesteund tegen Otto II). Hij wordt opgevolgd door Thietmar I, markgraaf van de Noordmark.[6]

### Azië
- 14 november - Keizer Taizu (of Zhao Kuangyin) overlijdt in Kaifeng na een regeerperiode van 16 jaar. Hij wordt opgevolgd door zijn jongere broer Taizong (of Zhao Jiong) als heerser van het Chinese Keizerrijk. Tijdens zijn bewind wordt de Yuelu-academie (gelegen in de provincie Hunan) opgericht, die een van de gerenommeerde academies (met name klassieke wetenschap) wordt.[7]

### Religie
- Folcmar (of Poppo), kanselier van Otto II ("de Rode"), wordt aangesteld als bisschop van Utrecht. Otto benoemt Egbert van Trier als zijn opvolger.[8]
- Eerste schriftelijke vermeldingen van Itegem (huidige België) en Kamperland (gelegen in Zeeland).

## Geboren
- 5 februari - Sanjo, keizer van Japan (overleden 1017)

## Overleden
- 10 januari - Johannes I (Tzimiskes), keizer van het Byzantijnse Rijk
- 28 juni - Gero, Duits geestelijke en aartsbisschop (r. 969 - 976)
- 16 oktober - Al-Hakam II (61), kalief van het kalifaat Córdoba
- 14 november - Taizu (52), keizer van het Chinese Keizerrijk
- Harald II ("Grijshuid"), koning van Noorwegen (r. 961 - 976)